# Pfarrloh
Pfarrloh ist ein Gemeindeteil der Stadt Goldkronach im Landkreis Bayreuth (Oberfranken, Bayern). Pfarrloh liegt in der Gemarkung Nemmersdorf.

## Geografie
Von der Einöde führt ein Anliegerweg 200 Meter nordwestlich zur Kreisstraße BT 12 südlich von Nemmersdorf.

## Geschichte
Pfarrloh wurde im Jahre 1692 erstmals urkundlich erwähnt. Der Ort gehörte zur Realgemeinde Nemmersdorf. Gegen Ende des 18. Jahrhunderts bestand Pfarrloh aus einem Anwesen. Das Hochgericht übte das bayreuthische Stadtvogteiamt Goldkronach aus. Die bayreuthische Amtsverwaltung Nemmersdorf war Grundherr des Wohnhauses.
Von 1797 bis 1810 unterstand Pfarrloh dem Justiz- und Kammeramt Gefrees. Infolge des Ersten Gemeindeedikts wurde Pfarrloh dem 1812 gebildeten Steuerdistrikt Nemmersdorf und der zugleich entstandenen Ruralgemeinde Nemmersdorf zugewiesen. Im Zuge der Gebietsreform in Bayern wurde Pfarrloh am 1. Juli 1972 nach Goldkronach eingemeindet.

### Einwohnerentwicklung
| Jahr      | 001818 | 001819 | 001861 | 001871 | 001885 | 001900 | 001925 | 001950 | 001961 | 001970 | 001987 |
| Einwohner | *11    | †      | 16     | 15     | 12     | 14     | 11     | 14     | 12     | 9      | 8      |
| Häuser    | *4     |        |        |        | 3      | 3      | 3      | 3      | 2      |        | 2      |
| Quelle    | [ 7 ]  | [ 10 ] | [ 11 ] | [ 12 ] | [ 13 ] | [ 14 ] | [ 15 ] | [ 16 ] | [ 17 ] | [ 18 ] | [ 1 ]  |

## Religion
Pfarrloh ist evangelisch-lutherisch geprägt und bis heute nach Nemmersdorf gepfarrt.